# Phyllachora qualeae
Phyllachora qualeae är en svampart som först beskrevs av Viégas, och fick sitt nu gällande namn av Bat. & Peres 1967. Phyllachora qualeae ingår i släktet Phyllachora och familjen Phyllachoraceae.   Inga underarter finns listade i Catalogue of Life.